# Sur La Mer
Albums de The Moody Blues
Prelude
(1987) Keys of the Kingdom
(1991)
Sur la mer est le treizième album studio des Moody Blues, sorti en 1988. Le flûtiste et chanteur Ray Thomas n'apparait pas sur l'album, bien qu'il soit resté membre du groupe au moment où il a été enregistré.

## Titres

### Face 1
1. I Know You're Out There Somewhere (Hayward) – 6:37
2. Want to Be with You (Hayward, Lodge) – 4:48
3. River of Endless Love (Hayward, Lodge) – 4:45
4. No More Lies (Hayward) – 5:13
5. Here Comes the Week-End (Lodge) – 4:13

### Face 2
1. Vintage Wine (Hayward) – 3:38
2. Breaking Point (Hayward, Lodge) – 4:56
3. Miracle (Hayward, Lodge) – 4:56
4. Love Is on the Run (Lodge) – 5:00
5. Deep (Hayward) – 6:50

## Musiciens
- Justin Hayward : chant, guitare, claviers, boîte à rythmes
- John Lodge : chant, basse, claviers, boîte à rythmes
- Patrick Moraz : claviers, synthétiseurs, arrangements
- Graeme Edge : batterie, percussions